# Scott Fahlman
Scott Elliott Fahlman (ur. 21 marca 1948 w Medinie) – amerykański informatyk, wykładowca akademicki. Określany jako twórca emotikona symbolizującego uśmiech – symbolu :-).

## Życiorys
Ukończył Massachusetts Institute of Technology, broniąc następnie doktorat. Jako naukowiec związany z uczelnią Carnegie Mellon University (objął stanowisko profesora). Od 1996 do 2000 kierował centrum badawczym Jutsystem Research Center w Pittsburghu. Zajął się m.in. badaniami nad sieciami neuronowymi i semantycznymi.

## Emotikony
Scott Fahlman jest uznawany za pomysłodawcę określania ciągiem znaków :-) żartobliwych wypowiedzi w korespondencji elektronicznej, a tym samym określany jako twórca tego emotikona, którego użył w wiadomości wysłanej 19 września 1982 o godzinie 11:44.
Wiadomość wysłana przez Scotta Fahlmana została odzyskana w 2002 przez Jeffa Bairda i wyglądała następująco:
19-Sep-82 11:44 Scott E Fahlman             :-)
From: Scott E Fahlman <Fahlman at Cmu-20c>
I propose that the following character sequence for joke markers:
: -)
Read it sideways. Actually, it is probably more economical to mark
things that are NOT jokes, given current trends. For this, use
: -(